# Leeton
Leeton és una població dels Estats Units a l'estat de Missouri. Segons el cens del 2000 tenia 619 habitants.

## Demografia
Segons el cens del 2000, Leeton tenia 619 habitants, 239 habitatges, i 164 famílies. La densitat de població era de 468,6 habitants per km².
Dels 239 habitatges en un 35,6% hi vivien nens de menys de 18 anys, en un 49,8% hi vivien parelles casades, en un 15,1% dones solteres, i en un 31% no eren unitats familiars. En el 23,8% dels habitatges hi vivien persones soles el 13,4% de les quals corresponia a persones de 65 anys o més que vivien soles. El nombre mitjà de persones vivint en cada habitatge era de 2,59 i el nombre mitjà de persones que vivien en cada família era de 3,04.
Per edats la població es repartia de la següent manera: un 30,4% tenia menys de 18 anys, un 7,6% entre 18 i 24, un 27,6% entre 25 i 44, un 22% de 45 a 60 i un 12,4% 65 anys o més.
L'edat mediana era de 35 anys. Per cada 100 dones de 18 o més anys hi havia 83,4 homes.
La renda mediana per habitatge era de 29.063 $ i la renda mediana per família de 31.000 $. Els homes tenien una renda mediana de 29.750 $ mentre que les dones 18.750 $. La renda per capita de la població era de 313.207 $. Entorn del 14,3% de les famílies i el 14,4% de la població estaven per davall del llindar de pobresa.

## Poblacions més properes
El següent diagrama mostra les poblacions més properes.